# 몬스터 트럭 (영화)
《몬스터 트럭》(영어: Monster Trucks)은 2016년 미국의 3D 애니메이션 액션 코미디 영화이다. 크리스 웨지 감독이 연출하고 데릭 코널리의 각본으로 만들어졌으며, 루커스 틸, 제인 레비, 에이미 라이언, 롭 로, 대니 글러버, 배리 페퍼가 출연했다. 유럽에서 2016년 12월 개봉하고 이듬해 미국에서 1월 개봉하였다.

## 출연진
- 루커스 틸 - 트립 콜리
- 제인 레비 - 메러디스
- 에이미 라이언 - 신디 콜리
- 롭 로 - 리스 테너슨
- 대니 글러버 - 웨더스 씨
- 배리 페퍼 - 릭
- 홀트 매캘러니 - 버크
- 프랭크 훼일리 - 웨이드 콜리
- 토머스 레넌 - 짐 다우드 박사
- 터커 앨브리지 - 샘 겔도브
- 친타 라우라 - 아리엘
- 존 폴리토 - 실로니어스
- 사마라 위빙 - 브리앤
- 대니얼 베이컨